# 劳合社
劳合社（Lloyd's of London）又译劳埃德保险社，是英國倫敦市一個保險交易所（並非公司）。實際上它是由一個按照1871年勞埃德法令（Lloyd's Act）形成的法人團體，它為它的經濟支持者提供了一個分攤風險并進行聯營的市場。其成員（上述支持者或保險業者）可以是個人或組織。
勞合社的保險業務主要是一般的保險和再保險，但偶爾也涉足人壽保險等其他領域。這個市場最初經營海上保險，由愛德華·勞埃德於17世紀在他位於倫敦的咖啡店中成立。現在則位於倫敦市勞埃德大廈。

## 沿革
原为1688年开设在伦敦泰晤士河附近的一家咖啡馆，商人常在这里聚谈交易，逐渐发展为海上保险和航运业务的交易场所；因为咖啡馆的创办人叫愛德華·勞埃德，所以得名。1769年由托马斯·菲尔丁（Thomas Fielding）另设的咖啡馆取代，仍然用劳埃德的名字，逐步发展为国际性保险市场。
1871年向政府注册劳埃德公司（corporation of Lloyd's），取得法人资格；实际上该組織只是个管理机构，本身不承担保险；保险业务由参加该社、取得会员资格的保险人承保。
一般來說，多個金融機構、個人會員、或者企業會在勞合社會面協商，以達致某種分散風險的交易。不同於其他再保險的同類組織，勞合社本身只是按《勞合社法案1871》成立的法人組織。現勞合社有直接保險或再保險事業，保險範圍涵蓋許多不同領域的風險，甚至一些特殊的保險例如：綁架贖金保險等。

## 外部連結
- 官方网站
- Lloyd's Agency Department （页面存档备份，存于）
- Special report on Lloyd's in The Economist (18 September 2004) （页面存档备份，存于）
- Time magazine report on Lloyd's (February 21t., 2000)（页面存档备份，存于）
- Independent analysis of Lloyd's （页面存档备份，存于）
- Association of Lloyd's Members （页面存档备份，存于）
- USA Today Q&A with CEO Richard Ward, September 2008 （页面存档备份，存于）

### 數據
- Yahoo! – Lloyd's Company Profile（页面存档备份，存于）
- Lloyd's of London's webcam
- Lloyd's litigation database （页面存档备份，存于）
- Commentary on Lloyd's （页面存档备份，存于）

51°30′47.28″N 0°04′56.42″W / 51.5131333°N 0.0823389°W